# 이흔 (후한)
이흔(李訢, ? ~ ?)은 후한 초기의 관료로, 동래군 사람이다.

## 행적
건무중원 원년(56년), 사례교위에서 사도로 승진하였다.
이듬해, 광무제가 붕어하였다. 이흔은 광무제의 관을 봉안하였고, 명제 즉위 직후 안향후(安鄕侯)에 봉해졌다.
영평 3년(60년), 면직되었다.

## 출전
- 범엽, 《후한서》 권1하 광무제기 下·권2 현종효명제기

| 전임 등우 (대행) | 후한의 사도 56년 음력 10월 신미일 ~ 60년 음력 2월 갑인일 | 후임 곽단 |